# 夜店 (電影)
夜店是一部中國黑白電影，上映於1947年。這部電影由黃佐臨導演，周璇主演。電影改編自馬克西姆·高爾基在1902年撰寫的劇本《底層》。文化大革命期間，這部電影和《底層》的劇本都被禁，但在改革開放時期流行。

## 外部連結
- Night Inn （页面存档备份，存于） at China's Movie Database
- Zhou Xuan at China's Movie Database
- 互联网电影数据库（IMDb）上《夜店》的资料（英文）